# 十二羰基四铑
十二羰基四铑是一种有机铑化合物，化学式 Rh4(CO)12。 这种暗红色晶体是最小的稳定二元羰基铑。  它可用于有机合成中的催化剂。

## 结构，制备，反应
Rh4(CO)12 的结构是具有四个Rh 原子和九个末端CO 配体和三个桥接CO配体的四面体。  这个结构也可以被写成 Rh4(CO)9(µ-CO)3。 它可以由三氯化铑溶液和铜金属在CO 气氛下反应而成。
4 RhCl3(H2O)3   +   8 Cu   +   22 CO   →   Rh4(CO)12   +   2 CO2   +   8 Cu(CO)Cl   +   4 HCl   +   10 H2O
它也可以由甲醇溶液里的RhCl3(H2O)3 和 CO 化合成H[RhCl2(CO)2] ，然后被柠檬酸钠羰基化而成。
这种配合物会和膦配体（下方以L代表）发生置换反应：
Rh4(CO)12-n   +   n L   →   Rh4(CO)12-nLn   +   n CO

## 相关羰基配合物
由于它们与氢甲酰化反应的催化有关，因此已对金属羰基配合物进行了较多的研究。 Rh2(CO)8 的不稳定性使人们对其好奇。  对应的钴化合物，Co2(CO)8，是已知并有较多人知道的。  Rh4(CO)12 溶液和高压 CO反应会产生Rh2(CO)8 ：
Rh4(CO)12   +   4 CO   →   2 Rh2(CO)8
不像 Co2(CO)8 ，含有桥接羰基， Rh2(CO)8 的主要异构体只有普通羰基配体。  Rh2(CO)8 的不稳定性类似 Ru(CO)5 分解成 Ru3(CO)12。

## 扩展阅读
- King, R. B., "Rhodium: Organometallic Chemistry" Encyclopedia of Inorganic Chemistry 1994, 7, 3494.